# Bình điều áp

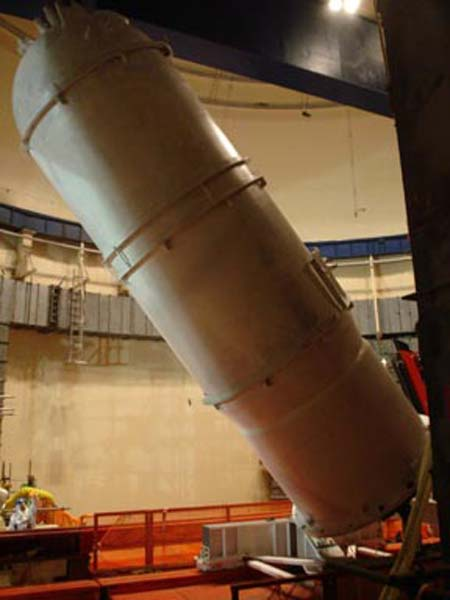
Lắp ráp bình điều áp trong NMĐHN.

Sơ đồ giản lược Lò phản ứng hạt nhân nước nặng CANDU (Bình điều áp được đánh số 4).

Bình điều áp — là một thùng kỹ thuật hình trụ dưới áp suất lớn với cấu trúc đặc biệt, nhằm mục đích cân bằng sự thay đổi thể tích của nước khi bị đun nóng trong một không gian kín. Bình điều áp là một thiết bị đặc biệt và cực kỳ quan trọng trong lò phản ứng nước nhẹ và lò phản ứng nước nặng với hai vòng tuần hoàn. Bình điều áp được xem là bộ phận quan trọng trong sơ đồ kỹ thuật của lò phản ứng hạt nhân, bởi vì nó giúp duy trì cân bằng áp suất vòng tuần hoàn thứ nhất trong suốt quá trình hoạt động bình thường cũng như khi xuất hiện sự cố trong lò phản ứng..
Bình điều áp đồng thời vừa là hệ thống khởi tạo và duy trì áp suất cần thiết, vừa là hệ thống điều hòa sự thay đổi thể tích của chất tải nhiệt trong vòng tuần hoàn thứ nhất. Chính vì vậy mà trong các tài liệu khoa học kỹ thuật chuyên ngành bình điều áp còn được gọi với tên thứ hai bình điều thể

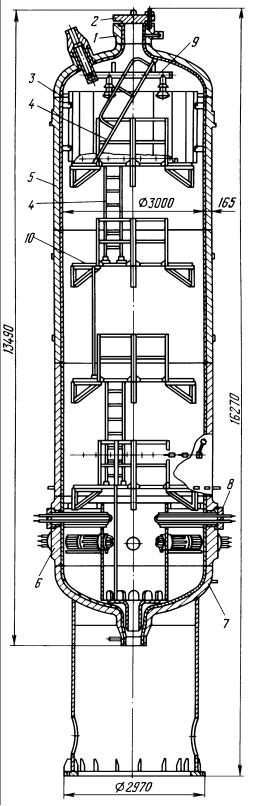
Cấu trúc Bình điều áp trong Lò PWR-1000: 1 — Miệng bình; 2 — Nắp; 3 — Đáy trên; 4 — Bậc thang; 5 — Lớp đệm; 6 — Lớp đệm của máy nung điện; 7 — Đáy dưới; 8 — Máy nung điện; 9 — Ống thu; 10 — Bệ cầu thang.

## Sự cần thiết của Bình điều áp
Khi ở áp suất cao nước gần như không thể nén được và hệ số biến đổi thể tích theo nhiệt độ của nước rất lớn, chính vì vậy mà trong một không gian kín, sự gia tăng nhiệt độ của nước dẫn tới gia tăng áp suất vượt quá mức giới hạn. Chẳng hạn như khi nhiệt độ tăng từ 250 lên 300 °C ở 10 Pa, thể tích riêng của nước tăng lên 11%. Đa số các lò phản ứng hạt nhân đều hoạt động trong điều kiện  nhiệt độ và áp suất rất cao, dẫn tới sự thay đổi thể tích của chất tải nhiệt lại càng lớn hơn nữa, cho nên bình điều áp không thể không có trong lò phản ứng hai chu trình tuần hoàn.

## Nhiệm vụ của Hệ thống điều áp
Hệ thống điều áp dùng để: 

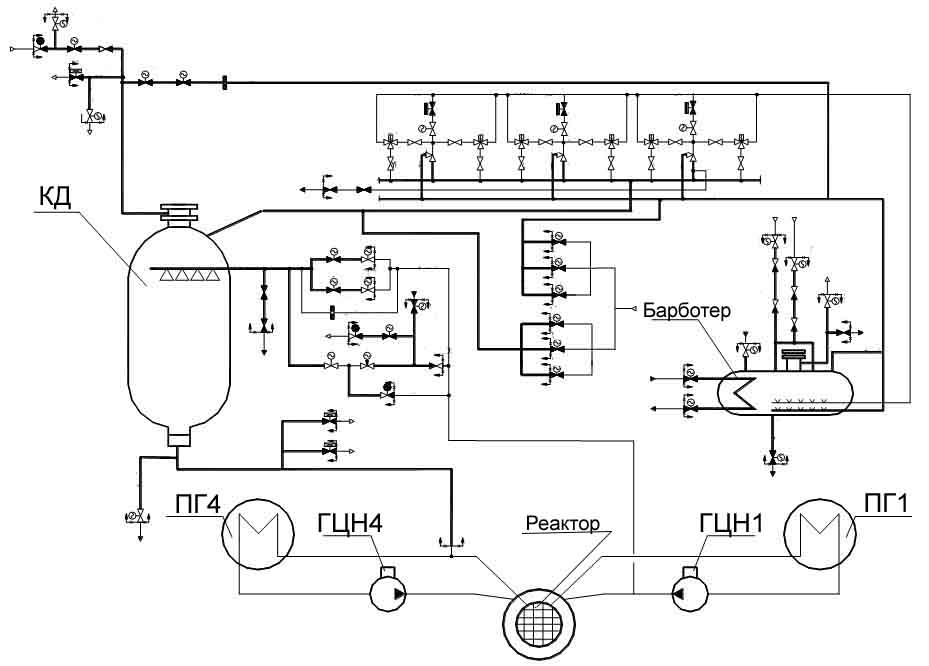
Sơ đồ kỹ thuật của hệ thống điều áp trong Lò phản ứng PWR-1000.

- Khởi tạo áp suất trong vòng tuần hoàn thứ nhất khi bắt đầu kích hoạt phản ứng dây chuyền;
- Duy trì áp suất cần thiết, đảm bảo cho hoạt động bình thường của Lò phản ứng;
- Ngăn cản sự gia tăng áp suất vượt mức quy định trong vòng tuần hoàn thứ nhất;
- Giảm áp suất của vòng tuần hoàn thứ nhất khi dừng Lò phản ứng;

Hệ thống điều áp được phân loại là: hệ thống đảm bảo hoạt động bình thường cho lò phản ứng hạt nhân và quan trọng đối với sự an toàn của Nhà máy điện Hạt nhân.

## Thành phần của Hệ thống điều áp

Sơ đồ bố trí các bộ phận vòng tuần hoàn thứ nhất của Lò PWR-1000.

Hệ thống điều áp được cấu tạo từ Bình điều áp, Hệ thống xung điện bảo vệ, (các thiệt bị bảo vệ hoạt động dựa trên xung điện), Thùng sôi (sở dĩ có tên gọi này bởi tại đây khí và hơi thoát ra bên ngoài qua lớp chất lỏng tạo ra hiện tượng giống như sôi), Các ống dẫn, Hệ thống van và Các thiết bị đo lường.

### Bình điều áp
Bình điều áp thông thường có dạng một chiếc bình trụ thẳng đứng, được lắp đặt trên một giá đỡ tròn. Phía trên Bình điều áp gồm một cửa nắp để bảo dưỡng kỹ thuật, carbin dưới các ống dẫn để phun chất tải nhiệt, để thu hơi nước vào Thùng sôi và gồm các máy đo thông số trong bình. Phần đáy dưới của Bình điều áp gồm một miệng dẫn nối với nhánh "nóng" của vòng tuần hoàn thứ nhất.
Nhiệt năng được lấy từ các máy nung điện làm sôi nước, sau đó hơi nước bay lên phía trên của Bình điều áp, tạo thành lớp đệm hơi và làm tăng áp suất trong Bình. Áp suất tăng thêm thông qua ống nối với nhánh nóng làm tăng áp suất của vòng tuần hoàn.  Nhờ vào sự co giãn của lớp đệm hơi mà áp suất trong vòng tuần hoàn được duy trì ổn định.
Nếu áp suất giảm mạnh, lớp đệm hơi trong bình điều áp sẽ không đủ để điều tiết, khi đó những máy nung điện dự trữ sẽ bắt đầu  hoạt động. 
Nếu áp suất tăng mạnh,  thông qua hệ thống phun,  chất tải nhiệt sẽ được phun từ nhánh "lạnh" của vòng tuần hoàn vào bình điều áp, từ đó làm giảm áp suất xuống do tác dụng ngưng tụ của lớp đệm hơi.

### Hệ thống xung điện bảo vệ
Đây là một trong những thiết bị bảo vệ tin cậy, khi áp suất vượt quá định mức cho phép, những thiết bị này sẽ tự động mở và xả ra một lượng chất tải nhiệt lớn, từ đó làm chậm hoặc ngăn cản việc gia tăng áp suất.

### Thùng sôi
Đây là một chiếc thùng trụ nằm ngang với đáy dạng ellip chứa một thể tích nước nhất định. Ở thể tích nước thùng sôi có hai ống dẫn với nhiệm vụ thu và xả hơi nước. Thể tích hơi của thùng sôi luôn luôn được làm thông thoáng bằng khí Nitơ để tránh việc tạo thành hỗn hợp khí Hydro cháy nổ nguy hiểm (do khí hydro xuất hiện trong quá trình phân ly nước).